# Мелек Мехмед-паша
Дамат Мелек Мехмед-паша (тур. Damat Melek Mehmed Paşa; 1719—1802) — турецкий государственный и военный деятель, капудан-паша (1762—1763, 1766—1768, 1774), великий визирь Османской империи (1792—1794).

## Биография
Родился в 1719 году. Он был сыном Боснали Ходжи Сулеймана-паши (? — 1721), капудан-паши османского флота (1714, 1718—1721). Он начал карьеру моряком и поднялся на несколько ступеней. В 1752 году Мелек Мехмед-паша был первый раз назначен капудан-пашой, но в 1763 году был освобожден от занимаемой должности.
В 1757 году Мелек Мехмед-паша женился на османской принцессе Зейнаб Азиме Султан (ум. 1774), дочери султана Ахмеда III, получив должность визиря и санджак Янину.
В 1763 году Мелек Мехмед-паша был назначен военным губернатором Видина и Белграда. Затем он занимал должности губернатора Анатолии, каймакама (1765), бейлербея Айдына, бейлербея Румелии (1765). С 1766 по 1768 год Мелек Мехмед-паша вторично занимал должность капудан-паши османского флота. В 1769—1774 годах — каймакам Стамбула. В феврале-июле 1774 года короткое время в третий раз занимал пост капудан-паши.
С 1774 по 1776 год — губернатор Хотина. В 1776 по 1779 год — губернатор Белграда. Позднее служил наместником Эвбеи (Эгрибоза), Египта (1780), Белграда, Крита, Бендер (1784) и Видина (1786).
4 мая 1792 года Дамат Мелек Мехмед-паша был назначен великим визирем. Он ограничивался поддержкой политики султана, не участвуя в её разработке. Занимал свою должность два года и пять месяцев. 25 октября 1794 года, вероятно из-за преклонного возраста, Мелек Мехмед-паша был отправлен в отставку. Он удалился на свою виллу на берегу Босфора, где скончался 19 февраля 1802 года в возрасте 83 лет.